# Johan Christian Fabricius
Johan Christian Fabricius (Tønder, 7 de janeiro de 1745 — Kiel, 3 de março de 1808) foi um entomólogo e economista dinamarquês.

## Biografia
Filho de um médico, Fabricius nasceu no sul da península da Jutlândia, hoje Dinamarca. Estudou em Altona, bairro de Hamburgo e entrou na Universidade de Copenhaga em 1762. Fabricius, no mesmo ano, viajou junto com seu amigo e parente Johan Zoega à Universidade de Uppsala, onde estudou sobre a tutela de Lineu durante dois anos. Adquiriu o título de doutor em medicina em 1770.
Em 1766, visita Leiden, Amsterdam, La Haye e Delft. No ano seguinte segue para a Escócia, e posteriormente (1768) para Londres onde, graças a Daniel Solander (1733-1782), ele encontra-se com Sir Joseph Banks. No mesmo ano, vai a Itália onde examina cuidadosamente as coleções de Ulisse Aldrovandi.
A partir de 1770 ensina história natural em Copenhague. De 1772 a 1775, passa os invernos em Copenhague e os verões em Londres, onde estuda os insetos trazidos por Solander e Banks.
Fabricius trabalhou principalmente com artrópodes e era um especialista em insectos. Classificou muitas aranhas incluindo a viúva negra. Foi professor de História Natural, economia rural e finanças na Universidade de Kiel em 1775. Foi um visitante regular do Museu de Londres, onde estudou muitas colecções. Visita, nesta época, a Noruega e a Rússia, aonde colhe números espécimes, e se encontra com os principais cientistas do seu tempo. A partir de 1790 passa a residir durante os verões em Paris, onde torna-se amigo de Pierre André Latreille.
A sua classificação de insetos, de acordo com as estruturas bucais (as "instrumenta cibaria"), teve uma importância considerável no desenvolvimento da taxonomia destes animais. Criou mais de treze ordens biológicas, porém sobreviveu apenas a ordem Odonata.
A sua coleção está preservada na Universidade de Kiel, enquanto os animais das coleções de Banks estão no Museu Britânico de Londres.

## Obras
Entre suas obras, destacam-se:
- Systema Entomologiae (1775, entomologia)
- Genera Insectorum (1776, entomologia)
- Philosophia Entomológica (1778, entomologia)
- Species insectorum (1781, entomologia)
- Mantissa Insectorum (1787, entomologia)
- Entomologia Systematica (1792-94, entomologia)
- Supplementum Entomologiae Systematicae (1798)
- Systema Eleutheratorum (1801, entomologia)
- Rhyngotorum (1803, entomologia)
- Piezatorum (1804, entomología)
- Antliatorum (1805, entomología)